# Drosophila illata
Drosophila illata är en tvåvingeart som beskrevs av Walker 1860. Drosophila illata ingår i släktet Drosophila och familjen daggflugor.
Artens utbredningsområde är Celebes.